# Blumau an der Wild
Blumau an der Wild ist eine Ortschaft und eine Katastralgemeinde der Marktgemeinde Ludweis-Aigen im Bezirk Waidhofen an der Thaya in Niederösterreich mit 151 Einwohnern (Stand 1. Jänner 2024).

## Geografie
Das Dorf befindet sich im südwestlich von Ludweis und wird vom Seebsbach durchflossen. Im Süden führt die Franz-Josefs-Bahn am Ort vorüber. Am 1. April 2020 umfasste die Ortschaft 96 Adressen.

## Siedlungsentwicklung
Zum Jahreswechsel 1979/1980 befanden sich in der Katastralgemeinde Blumau an der Wild insgesamt 93 Bauflächen mit 44.354 m² und 105 Gärten auf 33.713 m², 1989/1990 gab es 97 Bauflächen. 1999/2000 war die Zahl der Bauflächen auf 226 angewachsen und 2009/2010 bestanden 115 Gebäude auf 265 Bauflächen.

## Geschichte
Im Jahr 1822 wurde der Ort als Markt mit 52 Häusern genannt, der über eine Pfarre und eine Schule verfügte. Die Herrschaft Großsiegharts besaß die Ortsobrigkeit, übte die Landgerichtsbarkeit aus, besorgte die Konskription und hatte die Grundherrschaft inne. Laut Adressbuch von Österreich waren im Jahr 1938 in der Marktgemeinde Blumau an der Wild ein Fleischer, drei Gastwirte, drei Gemischtwarenhändler, zwei Maurermeister, ein Müller mit Sägewerk,  ein Schmied, ein Schneider, zwei Schuster, ein Wagner und mehrere Landwirte ansässig. Im Zuge der Niederösterreichischen Kommunalstrukturverbesserung trat die damalige Ortsgemeinde Blumau an der Wild per 1. Jänner 1971 der Marktgemeinde Ludweis bei.

## Bodennutzung
Die Katastralgemeinde ist landwirtschaftlich geprägt. 360 Hektar wurden zum Jahreswechsel 1979/1980 landwirtschaftlich genutzt und 466 Hektar waren forstwirtschaftlich geführte Waldflächen. 1999/2000 wurde auf 342 Hektar Landwirtschaft betrieben und 482 Hektar waren als forstwirtschaftlich genutzte Flächen ausgewiesen. Ende 2018 waren 334 Hektar als landwirtschaftliche Flächen genutzt und Forstwirtschaft wurde auf 482 Hektar betrieben. Die durchschnittliche Bodenklimazahl von Blumau an der Wild beträgt 31,9 (Stand 2010).

## Kultur und Sehenswürdigkeiten
- Katholische Pfarrkirche Blumau an der Wild hl. Johannes der Täufer

## Persönlichkeiten
- Thomas Frieberth (1731–1788), Prämonstratenser und Komponist,  war hier Kaplan
- Hieronymus Alram (1754–1825), Prämonstratenser und Komponist, wirkte im Ort als Seelsorger
- Franz Heigl (1901–1992), Sänger, Schauspieler und Unterhaltungskünstler